# Virna Flores
Virna Flores, née Virna Giannina Flores Di Liberto le 13 février 1977 à Lima au Pérou est une actrice péruvienne.

## Biographie
En décembre 2008, elle se marie avec l'acteur Ismael La Rosa après 12 ans de relation. En 2010 naît leur premier fils Varek La Rosa et en 2012 leur première fille, Ishana La Rosa.

## Carrière
Elle commence à la télévision péruvienne en jouant dans les telenovelas La rica Vicky et Amor Serrano.
Ensuite elle poursuit sa carrière d'actrice en participant à María Emilia, querida, Milagros et Éxtasis. 
En 2002, elle tourne dans la telenovela Gata salvaje, co-produite par Venevisión et Fonovideo. L'année suivante, elle est dans Amor descarado, telenovela éméricaine de Telemundo. En 2004, elle joue dans la telenovela Inocente de ti de Televisa.
En 2006 elle retourne au Pérou pour participer à Amores como el nuestro aux côtés d'Ismael La Rosa. L'année suivante, elle joue dans la telenovela Acorralada, de Venevisión Internacional.
En 2008 elle enregistre la telenovela produite par Telemundo La traición. L'année suivante elle participe à un épisode de la série  Tiempo final de Fox.

## Filmographie

### Telenovelas
- 1997 : La rica Vicky : Victoria Carranza, dite Vicky
- 1998 : Amor Serrano : Micaela Montes de Oca
- 1999-2000 : María Emilia, querida : Laura Briceño, dite Laurita
- 2000-2001 : Milagros : Lucía Muñoz De La Torre
- 2001 : Éxtasis : Almendra
- 2002-2003 : Gata salvaje : Minerva Palacios de Robles
- 2003-2004 : Amor descarado : Jennifer Rebolledo
- 2004-2005 : Inocente de ti : Virginia Castillo Linares-Robles
- 2006 : Amores como el nuestro : Beatriz Flores
- 2007 : Acorralada : Camila Linares
- 2008 : La traición : Eloísa Renán
- 2009 : Tiempo final : Melissa Smith Juárez
- Ramírez (TBA)
- 2013-2014 : Santa diabla : Paula Delgado
- 2015 : Policia la guerra capo y El soldado : Sistera